# Montepulciano
För andra betydelser, se Montepulciano (olika betydelser).
Montepulciano är en liten kommun i provinsen Siena i regionen Toscana i Italien, inte att förväxla med druvan med samma namn. Kommunen hade 13 824 invånare (2018) och gränsar till kommunerna Castiglione del Lago, Chianciano Terme, Chiusi, Cortona, Pienza och Torrita di Siena.